# Каїрська телевежа
Каїрська телевежа (араб. برج القاهرة, burj al-qāhira / бур(ж/г) аль-кахіра, англ. Cairo Tower) — окремо розташована бетонна телевізійна вежа (заввишки 187 м) у столиці Єгипту місті Каїрі, один із міських символів.

## Короткі відомості

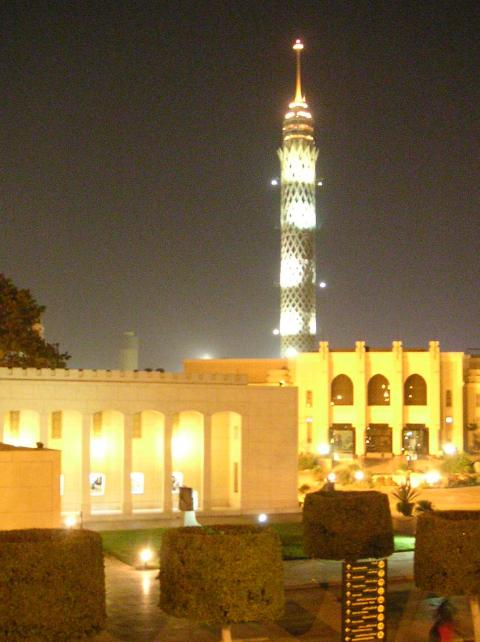
Каїрська вежа вночі, жовтень 2004

Каїрська телевежа розташована у найпрестижнішому районі єгипетської столиці Замалек (о-в Гезіра), зовсім поруч із центральною площею міста — Мідан Ель-Тахрір.
Маючи висоту 187 метрів, Каїрська телевежа є на 43 метри вищою за Піраміду Хеопса в Гізі, віддалену від неї на 15 км, і, таким чином, творить міську домінанту, є однією з найвпізнаваніших споруд Каїра, одним із його символів. 
Зведення телебашти тривало в період від 1956 до 1961 року. Оригінальний проект споруди у вигляді квітки лотоса належить єгипетському архітектору Науму Шебібу (Naoum Chebib).
Каїрська телевежа користується незмінною популярністю у туристів завдяки спроектованим на її верхівці оглядовим майданчикам, звідки відкриваються чудові види на Каїр, а також престижному ресторану, що обертається навколо своєї осі (повний оберт триває приблизно 70 хв.). Підйом на телевежу платний — квиток коштує 20 єгипетських фунтів (= 30 гривень, 2009).